# Mięsień poprzeczny klatki piersiowej

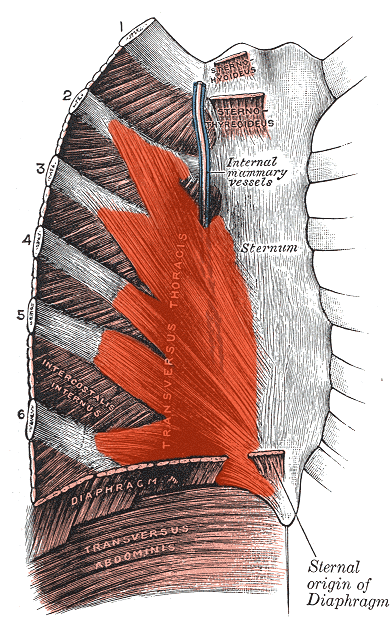
Tylna powierzchnia przedniej ściany klatki piersiowej. Mięsień poprzeczny klatki piersiowej oznaczony na czerwono.

Mięsień poprzeczny klatki piersiowej (łac. musculus transversus thoracis) – w anatomii człowieka płaski, cienki mięsień kształtu trójkątnego, należący do grupy głębokich (właściwych) mięśni klatki piersiowej, rozciągający się na tylnej powierzchni przedniej ściany klatki piersiowej. Jest mięśniem uwstecznionym, przez co może przyjmować zróżnicowane formy; czasem nie występuje w ogóle.
Rozpoczyna się na dolnej części tylnej powierzchni trzonu mostka, wyrostku mieczykowatym i chrząstkach żebrowych 3–4 ostatnich żeber prawdziwych przy ich końcach mostkowych. Jego włókna rozchodzą się promieniście pasmami kończącymi się na wewnętrznych powierzchniach chrząstek żebrowych od II do VI żebra. W dolnej części przebiegają poziomo, położone wyżej biegną skośnie, gdy tymczasem górne są prawie pionowe.
Razem z mostkiem, chrząstkami żeber i mięśniami międzyżebrowymi, mięsień poprzeczny klatki piersiowej zamyka przestrzeń, w której położone są naczynia piersiowe wewnętrzne. Na swojej powierzchni (tak jak mięśnie międzyżebrowe najgłębsze czy podżebrowe) oddziela pęczki naczyniowo-nerwowe międzyżebrowe od położonej głębiej opłucnej. Sam nie styka się z nią bezpośrednio; oddziela je powięź wewnątrzpiersiowa.
Mięsień unaczyniony jest przez gałązki tętnicy piersiowej wewnętrznej, a unerwiony przez przyległe do niego nerwy międzyżebrowe (II–VI).
Górna część mięśnia ma niewielkie znaczenie funkcjonalne. Dolne wiązki mięśniowe obniżają chrząstki żebrowe, stanowiąc mięsień wydechowy.